# 四國島彎線䲁
四國島彎線䲁（學名：Helcogramma nesion），為輻鰭魚綱䲁形目三鰭䲁科彎線䲁屬的一個種，是由Jeffrey T. Williams和Jeffrey C. Howe於2003年所描述，分布於西北太平洋日本四國西南部的沖之島海域，深度3至10公尺，本魚體型小呈圓柱狀，吻部短，側面鈍，上頜向後延伸至眼前緣下方，上下頜齒細而密，背鰭硬棘17-18枚、背鰭軟條12-13枚、臀鰭硬棘1枚、臀鰭軟條20-22枚，棲息在礁石區，以藻類為食，雌魚產附著性卵在藻類築的巢，雄魚會守護卵，幼魚為浮游性，生活習性不明。